# منصور أباد مهدية (بابويي)
منصور أباد مهدیة (بالفارسية: منصورآباد مهدیه) هي قرية تقع في إيران في قسم بابويي الريفي. يقدر عدد سكانها بـ 257 نسمة .